# MTV Europe Music Awards 2019
Die MTV Europe Music Awards 2019 (abgekürzt MTV EMA 2019) wurden am 3. November 2019 im FIBES Conference and Exhibition Centre im spanischen Sevilla verliehen. Es war das zweite Mal hintereinander und das insgesamt vierte Mal, dass der Preis in Spanien verliehen wurde. In der Geschichte des MTV EMAs war es das erste Mal, dass ein Land zweimal hintereinander Gastgeber der Show war.
Mit den meisten Awards am Abend wurde die südkoreanische Band BTS ausgezeichnet, die in den Kategorien Best Group, Best Live und Best Fans gewann. Die Nominierungen waren am 1. Oktober 2019 verkündet worden. Ariana Grande führte die Nominierungsliste mit sieben Nominierungen an, gewann aber keinen Award. Billie Eilish, Lil Nas X und Shawn Mendes hatten je sechs Nominierungen erhalten.
Im Rahmen der Veranstaltung wurde die MTV Music Week veranstaltet, die vom 31. Oktober bis zum 2. November lief und verschiedene Veranstaltungen innerhalb der Stadt umfasste. Das Hauptkonzert wurde am 2. November auf der Plaza de España aufgeführt. Die südkoreanische Band NCT 127 war die erste K-Pop-Band, die auf der EMA-Bühne live auftreten durfte.

## Nominierte und Gewinner

### Best Song
Billie Eilish – Bad Guy
- Ariana Grande – 7 Rings
- Lil Nas X (featuring Billy Ray Cyrus) – Old Town Road (Remix)
- Post Malone and Swae Lee – Sunflower
- Shawn Mendes and Camila Cabello – Señorita

### Best Video
Taylor Swift (featuring Brendon Urie of Panic! at the Disco) – ME! 
- Ariana Grande – thank u, next
- Billie Eilish – bad guy
- Lil Nas X (featuring Billy Ray Cyrus) – Old Town Road (Remix)
- Rosalía and J Balvin (featuring El Guincho) – Con altura

### Best Artist
Shawn Mendes
- Ariana Grande
- J Balvin
- Miley Cyrus
- Taylor Swift

### Best New Act
Billie Eilish
- Ava Max
- Lewis Capaldi
- Lil Nas X
- Lizzo
- Mabel

### Best Collaboration
Rosalía and J Balvin featuring El Guincho  – Con altura
- BTS and Halsey – Boy with Luv
- Lil Nas X featuring Billy Ray Cyrus – Old Town Road (Remix)
- Mark Ronson featuring Miley Cyrus – Nothing Breaks Like a Heart
- The Chainsmokers and Bebe Rexha – Call You Mine

### Best Group
BTS
- Blackpink
- Little Mix
- CNCO
- Monsta X
- 5 Seconds of Summer
- Jonas Brothers
- The 1975

### Best Pop
Halsey
- Ariana Grande
- Becky G
- Camila Cabello
- Jonas Brothers
- Shawn Mendes

### Best Hip-Hop
Nicki Minaj
- 21 Savage
- Cardi B
- J. Cole
- Travis Scott

### Best Rock
Green Day
- Imagine Dragons
- Liam Gallagher
- Panic! at the Disco
- The 1975

### Best Alternative
FKA Twigs
- Lana Del Rey
- Solange
- twenty øne piløts
- Vampire Weekend

### Best Electronic
Martin Garrix
- Calvin Harris
- DJ Snake
- Marshmello
- The Chainsmokers

### Best Live
BTS
- Ariana Grande
- Ed Sheeran
- P!nk
- Travis Scott

### Best Push
Ava Max
- Billie Eilish
- CNCO
- H.E.R.
- Jade Bird
- Juice Wrld
- Kiana Ledé
- Lauv
- Lewis Capaldi
- Lizzo
- Mabel
- Rosalía

### Best World Stage Performance
Muse
- Bebe Rexha
- Hailee Steinfeld
- The 1975
- twenty øne piløts

### Best Look
Halsey
- J Balvin
- Lil Nas X
- Lizzo
- Rosalía

### Biggest Fans
BTS
- Ariana Grande
- Billie Eilish
- Shawn Mendes
- Taylor Swift

### Rock  Icon
Liam Gallagher

### Generation Change
- Alfredo "Danger" Martinez[7]
- Shiden Tekle
- Lisa Ranran Hu
- Kelvin Doe
- Jamie Margolin

## Regionale Nominierungen

### Europa

#### Best UK & Ireland Act
Little Mix (UK)
- Lewis Capaldi (UK)
- Dave (UK)
- Mabel (UK)
- Ed Sheeran (UK)

#### Best Danish Act
Nicklas Sahl
- Christopher
- Gilli
- Lukas Graham
- MØ

#### Best Finnish Act
JVG
- Alma
- Benjamin
- Gettomasa
- Robin Packalen

#### Best Norwegian Act
Sigrid
- Alan Walker
- Astrid S
- Kygo
- Ruben

#### Best Swedish Act
Avicii
- Jireel
- Zara Larsson
- Molly Sandén
- Robyn

#### Best German Act
Juju
- AnnenMayKantereit
- Luciano
- Marteria und Casper
- Rammstein

#### Best Dutch Act
Snelle
- Maan
- Nielson
- Josylvio
- Yung Felix

#### Best Belgian Act
MATTN
- blackwave.
- IBE
- Tamino
- Zwangere Guy

#### Best Swiss Act
Loredana
- Stefanie Heinzmann
- Ilira
- Monet192
- Faber

#### Best French Act
Kendji Girac
- Aya Nakamura
- Dadju
- DJ Snake
- Soprano

#### Best Italian Act
Mahmood
- Coez
- Elettra Lamborghini
- Elodie
- Salmo

#### Best Spanish Act
Lola Indigo
- Amaral
- Anni B Sweet
- Beret
- Carolina Durante

#### Best Portuguese Act
Fernando Daniel
- David Carreira
- Plutónio
- ProfJam
- TAY

#### Best Polish Act
Roksana Węgiel
- Bass Astral x Igo
- Daria Zawiałow
- Dawid Podsiadło
- Sarsa

#### Best Russian Act
Maruv
- Face
- Little Big
- Noize MC
- Zivert

#### Best Hungarian Act
Viktor Király
- Hősök
- Jumodaddy
- András Kállay-Saunders
- Mörk

### Afrika

#### Best African Act
Burna Boy (Nigeria)
- Harmonize (Tansania)
- Nasty C (Südafrika)
- Prince Kaybee (Südafrika)
- Teni (Nigeria)
- Toofan (Togo)

### Asien

#### Best Indian Act
Emiway Bantai
- Komorebi
- Parikrama
- Prateek Kuhad
- Raja Kumari

#### Best Japanese Act
King Gnu
- Nulbarich
- Chai
- Tempalay
- Chanmina

#### Best Korean Act
Ateez
- AB6IX
- CIX
- Itzy
- Iz One

#### Best Southeast Asian Act
Jasmine Sokko (Singapur)
- Jannine Weigel (Thailand)
- Moira Dela Torre (Philippinen)
- Rich Brian (Indonesien)
- Suboi (Vietnam)
- Yuna (Malaysia)

#### Best Greater China Act
Zhou Shen  (China)
- Click#15  (China)
- Fiona Sit  (Hong Kong)
- Shin  (Taiwan)
- Timmy Xu  (China)
- Feng Timo (China)

### Australien & Neuseeland

#### Best Australian Act
Ruel
- Dean Lewis
- Mallrat
- Sampa the Great
- Tones and I

#### Best New Zealand Act
JessB
- Benee
- Broods
- Drax Project
- Kings

### Amerika

#### Best Brazilian Act
Pabllo Vittar
- Anitta
- Emicida
- Kevin O Chris
- Ludmilla

#### Best Latin America North Act
Mon Laferte
- Ed Maverick
- Jesse & Joy
- Reik
- Ximena Sariñana

#### Best Latin America Central Act
Sebastián Yatra
- J Balvin
- Maluma
- Mau y Ricky
- Piso 21

#### Best Latin America South Act
J Mena
- Cazzu
- Lali
- Paulo Londra
- Tini

#### Best Caribbean Act
Anuel AA
- Bad Bunny
- Daddy Yankee
- Ozuna
- Pedro Capó

#### Best Canadian Act
Johnny Orlando
- Shawn Mendes
- Avril Lavigne
- Carly Rae Jepsen
- Alessia Cara

#### Best US Act
Taylor Swift
- Billie Eilish
- Lil Nas X
- Ariana Grande
- Lizzo

### Präsentatoren
- Terry Crews – Moderator
- Nicole Scherzinger – präsentierte Best Pop
- Afrojack und Georgina Rodríguez – präsentierten Best Collaboration
- Doutzen Kroes und Paz Vega – präsentierten Best Hip Hop
- Joan Smalls und Sway Calloway – präsentierten Best Rock
- Halsey – präsentierte Rock Icon
- Abraham Mateo und Sofía Reyes – präsentierte Best New
- Johnny Orlando und Leomie Anderson – präsentierten Best Video
- Nicki Minaj – nahm Best Hip Hop per Videoübertragung entgegen
- Billie Eilish – nahm Best Song und Best New per Videoübertragung entgegen
- Shawn Mendes – nahm Best Artist per Videoübertragung entgegen
- Martin Garrix – nahm Best Electronic per Videoübertragung entgegen
- FKA Twigs – nahm Best Alternative per Videoübertragung entgegen
- Taylor Swift – nahm Best Video per Videoübertragung entgegen

## Liveauftritte
- Dua Lipa: Don’t Start Now
- Niall Horan: Nice to Meet Ya
- Halsey: Graveyard
- Mabel: Don’t Call me Up
- Pabllo Vittar: Flash Pose
- NCT 127: Highway to Heaven
- Becky G: Sin Pijama / Mayores / 24/7
- Liam Gallagher: Once / Wonderwall
- Rosalia: Di Mi Nombre